# ヴァビンファル島
ヴァビンファル島（ディベヒ語: ވައްބިންފަރު, ラテン文字転写: Vabbinfaru）は、モルディブの北マーレ環礁内にあるリゾート島である。環礁に囲まれた礁湖内で発達したサンゴ礁の上にできたサンゴ礁州島で、周囲を浅い礁池と、生体サンゴの群落に囲まれている。バンヤンツリー・ヴァビンファルというリゾート施設が営まれ、サンゴ礁や海洋生物を保護するための研究所も所有している。

## 地理

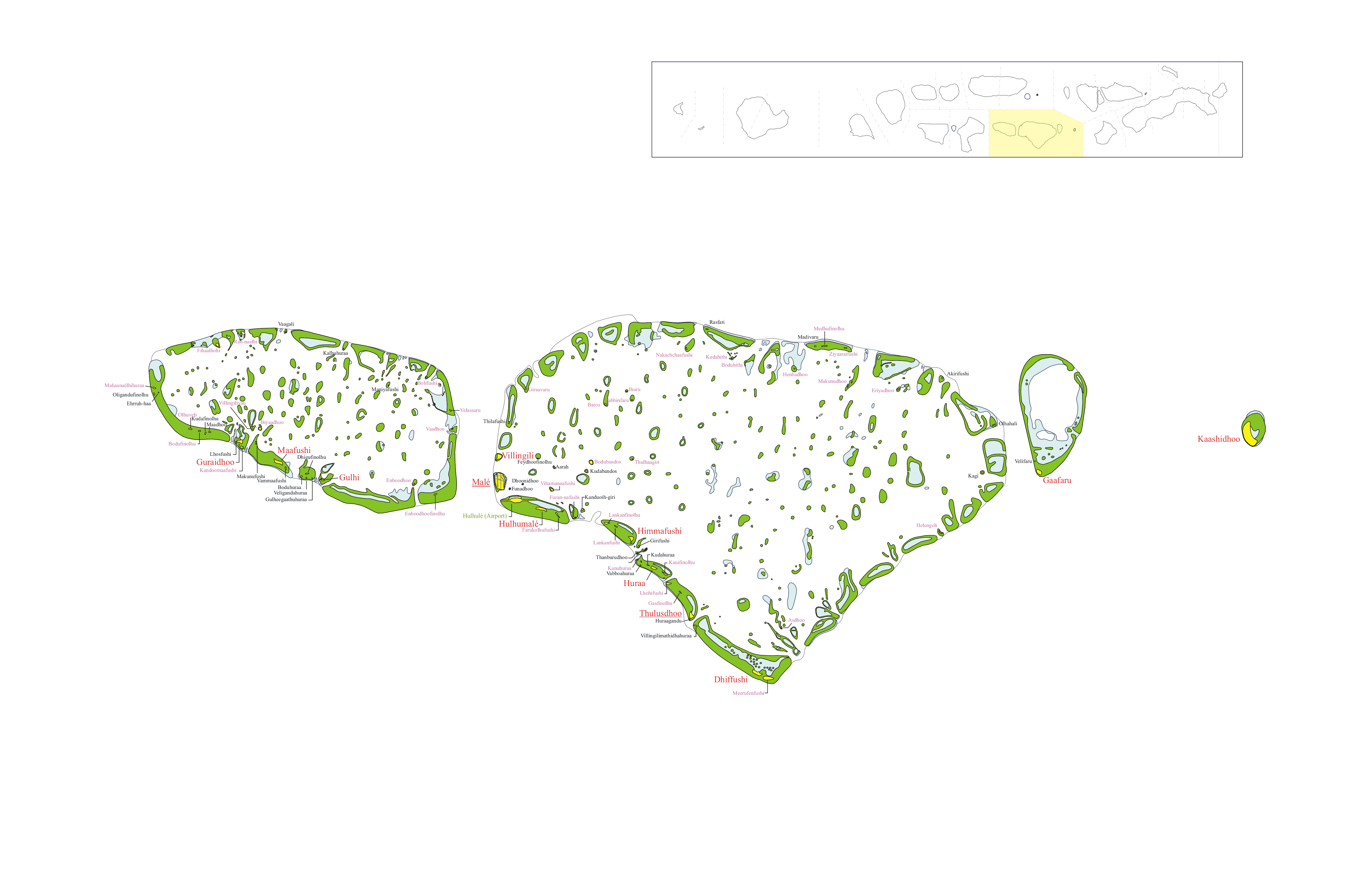
カーフ環礁の地図（右が北）。真ん中の大きい環礁が北マーレ環礁で、その中の左上寄りにヴァビンファルがある。

ヴァビンファルという名称には、ディベヒ語で「サンゴ礁に囲まれた丸い島」という意味があり、名前通りの小さな丸い島である。
ヴァビンファル島は、モルディブ中部東側に位置する北マーレ環礁内の南部にあり、ヴェラナ国際空港からはおよそ14キロメートル離れている。空港から高速船に乗って、20分程度で到着する。ヴァビンファル島は、モルディブ共和国観光省の管轄下にあるリゾート島であり、リゾート島は無人島に分類される。

### 地形・地質
ヴァビンファル島は、サンゴ礁上面の平坦部分にサンゴや有孔虫など炭酸塩質の生物の遺骸が集積してできたサンゴ礁州島である。小さく平坦な島で、南北250メートル、東西230メートルの面積3.9ヘクタール、標高は1.2メートル、海岸線は砂浜に囲まれている。砂浜の堆積物は、大部分がサンゴ砂で、ほどよく選り分けられた中程度の大きさの砂粒で占められるが、サボテングサ類、サンゴモ類のものも含まれる。
ヴァビンファル島は、南北500メートル、東西810メートルに広がる堆状のヴァビンファル礁台上、中央東寄りに位置している。ヴァビンファル礁台は、地形的には北マーレ環礁の礁湖に斑状に孤立して発達した離礁で、海面下39メートルの礁湖底部からそびえている。礁台の基盤は高く、海面下0.6メートルから1.5メートルの所にあり、島を囲む礁池は平均水深1.17メートルと、とても浅い。礁池の表面を覆う堆積物は、砂、ミドリイシ類の粒の粗いサンゴ礫、サボテングサ類、軟体動物などに由来する砂礫の混合、となっている。

### 気候
ヴァビンファル島は赤道に近く、熱帯に属する気候で、季節は南アジアにおけるモンスーンに左右される。北東季節風が吹く11月から3月にかけては、東風から北東の風が吹く。4月から11月にかけての南西季節風の時期には、降水が多くなり、南西から北西の風が吹く。気温は年間通じて変化が小さく、平均気温は27℃から29℃、年間降水量は大体1900ミリから2000ミリといったところである。

## 自然

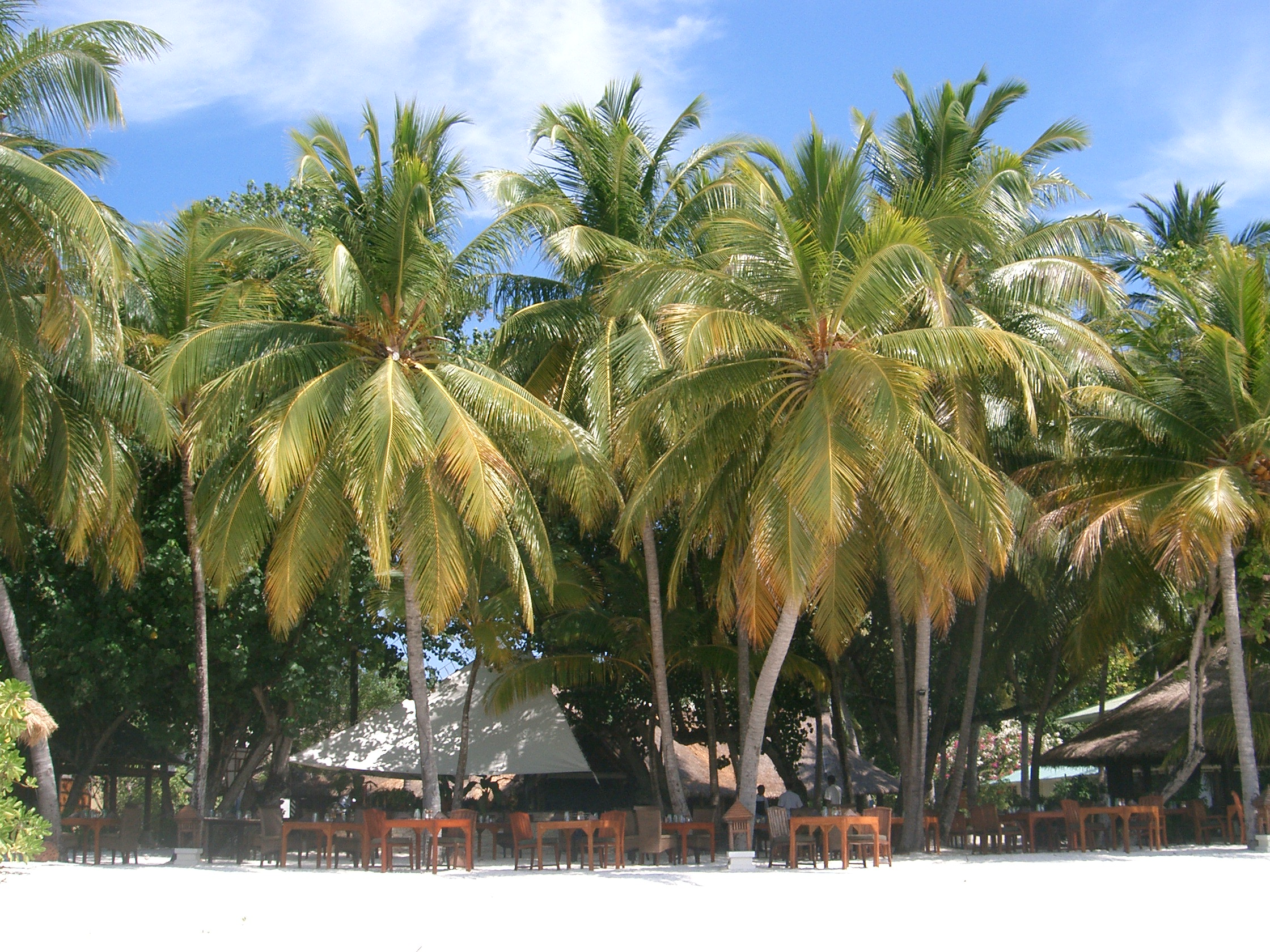
ヴァビンファル島に生える植物。

ヴァビンファル島は、砂浜に囲まれた小島だが、中心部には植物が繁茂する。
ヴァビンファル礁台は、その外側を取り囲むように生体サンゴの群落が、帯状に広がっており、礁台上の外縁から、礁斜面にかけて集中する。群落は方角によって幅に変化があり、礁台の西側では70メートル、他の方角では20メートルほどである。この領域では、海底の5割から7割を生体サンゴが被覆している。また、礁池内にも孤立した生体サンゴが点在する。生体サンゴは、ミドリイシ属のものが多数を占め、他にハマサンゴ類、キクメイシ類、ハナヤサイサンゴ類のサンゴがみられ、17属が記録されている。海藻では、サンゴモ類が多くを占めている。

## 観光
モルディブの観光戦略は、1つの島に1つのリゾート・ホテル、という方式で、通常1つのリゾートホテルが島の開発を担う。バビンファル島では、1977年12月から観光客が宿泊するリゾートとしての営業が行われており、1995年にはバンヤン・グループのリゾート「バンヤンツリー・ヴァビンファル」が造られた。
バンヤンツリー・ヴァビンファルは、開業当初から島内及び周辺サンゴ礁の環境保護に力を入れており、独特な取り組みとして、島内にバンヤンツリー海洋研究所を所有し、観光資源でもあるサンゴ礁の管理のため、サンゴや、アオウミガメ、ツマグロなどのサンゴ礁に生息する希少動物の調査と保護を行っている。研究所ではまた、サンゴ礁の清掃や白化現象の調査、持続的な利用のための観光客向け教育活動もおこなっている。